# Ломеллини, Джованни Джироламо
Джованни Джироламо Ломеллини (итал. Giovanni Girolamo Lomellini; 1607, Генуя, Генуэзская республика — 4 апреля 1659, Рим, Папская область) — итальянский куриальный кардинал и доктор обоих прав. Губернатор Рима и вице-камерленго Святой Римской Церкви с 16 января 1644 по 19 октября 1649. Генеральный казначей Апостольской Палаты с октября 1647 по 19 февраля 1652. Кардинал-священник с 19 февраля 1652, с титулом церкви Сант-Онофрио с 12 марта 1652 по 4 апреля 1659.